# Kopyly
Kopyly (ukr. Копили) je selo u Ukrajini, u Poltavskoj oblasti, u Poltavskom rajonu. Upravno pripada seoskome vijeću Terešky. Prema popisu iz 2001. selo je imalo 2525 stanovnika, uglavnom Ukrajinaca. 
Selo nalazi se 3 km jugoistočno od grada Poltava na autocesti E40 i železničkoj pruzi Poltava—Karlivka. U blizini sela u rijeku Vorsklu se ulijeva njena najveća pritoka Kolomak. 

## Vanjske poveznice
- (ukr.) web stranica Tereškivskoga seoskog vijeća  Arhivirana inačica izvorne stranice od 21. siječnja 2017. (Wayback Machine)